# ツール・ド・サンルイス
ツール・ド・サンルイス(Tour de San Luis)はアルゼンチン・サンルイス州を舞台にして1月に行われる自転車プロロードレースのステージレース。

## 概要
2007年に第1回大会を開催。2009年の第3回大会よりUCIアメリカツアーでのカテゴリーが2.2から2.1に格上げされ、UCIプロツアーチームの招待が可能となった。
国土の中央に位置するという地理的条件もあって、平坦ステージから山岳ステージ、個人TTと多様なステージが用意されている。
予算不足により、2016年で終了。

## 歴代優勝者
| 年   | 優勝者                     | 国             |
| ---- | -------------------------- | -------------- |
| 2007 | ホルヘ・ジャシンティ       | アルゼンチン   |
| 2008 | マルティン・ガリード       | アルゼンチン   |
| 2009 | アルフレド・ルセーロ       | アルゼンチン   |
| 2010 | ヴィンチェンツォ・ニバリ   | イタリア       |
| 2011 | マルコ・アリアガーダ       | チリ           |
| 2012 | リーヴァイ・ライプハイマー | アメリカ合衆国 |
| 2013 | ダニエル・ディアス         | アルゼンチン   |
| 2014 | ナイロ・キンタナ           | コロンビア     |
| 2015 | ダニエル・ディアス         | アルゼンチン   |
| 2016 | ダイエル・キンタナ         | コロンビア     |